# Боэций Дакийский
Боэций Дакийский (лат. Boetius de Dacia, около 1230—1284) — один из основных представителей «латинского аверроизма», или радикального аристотелизма, независимого философского учения, возникшего в Парижском университете в 60-х годах XIII века.
Традиционно считается уроженцем Дании, название которое в средневековой литературе нередко путалось с названием древней Дакии. Многие его сочинения по логике, «модистской» семантике, комментарии к Аристотелю сохранились до нашего времени. Список из тринадцати его работ есть в сводном каталоге авторов-доминиканцев, что отчасти подтверждает его принадлежность к ордену.
В 1277 году он вместе с Сигером Брабантским был осужден за «преподавание недолжных мнений по вопросам философии и отношения философии к богословию» декретом парижского епископа Этьена Темпье.

## Переводчики Боэция Дакийского
- Бибихин, Владимир Вениаминович

## Сочинения
- Боэций Дакийский Сочинения. М.: Ленанд, 2014. 312 с.
- Боэций Дакийский О вечности мира (перевод и примечания В. В. Бибихина) // Историко-философский ежегодник 1992. М.: Наука, 1994. С. 260—278.